# 五風荘

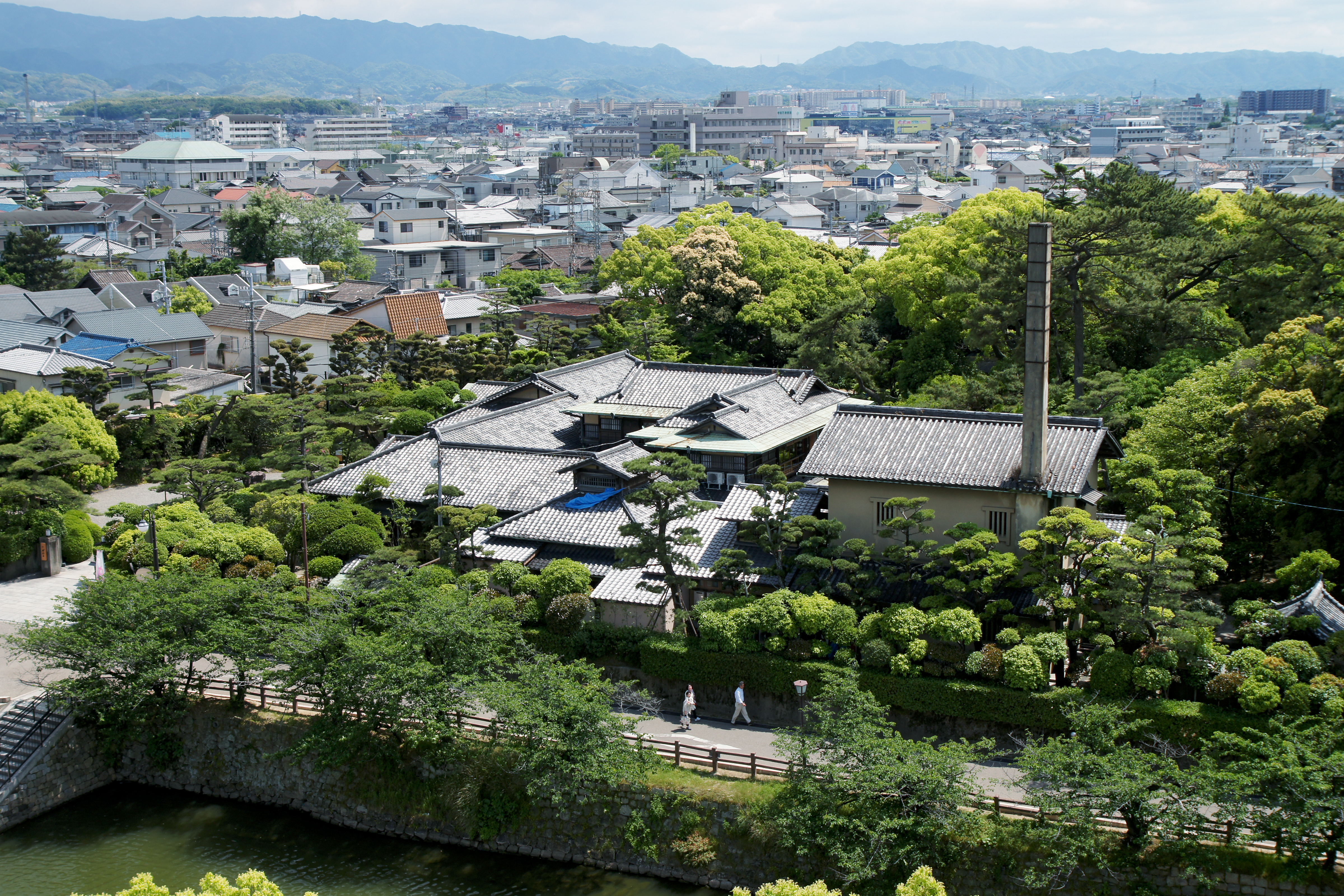
岸和田城天守から望む

五風荘（ごふうそう）は、大阪府岸和田市にある近代和風建築と回遊式日本庭園。岸和田城二の曲輪の「新御茶屋」の跡地に旧寺田財閥堺寺田家の二代当主家別邸として建設された。1998年国の登録有形文化財に登録されたものの、指定管理者制度導入を機に、2008年岸和田市指定有形文化財に指定された（これに伴い国の登録は抹消）。正門は奈良東大寺塔頭中性院表門を移築したもの。

## 概要
岸和田城二の曲輪にあった「新御茶屋」の跡地に旧寺田財閥堺寺田家の二代当主で岸和田市長を務めた寺田利吉の別邸として昭和4年（1929年）から10年をかけて造成された。面積は約8000平方メートルで、回遊式庭園内に「山亭」・「八窓席」・「残月席」の3つの茶室が設けられている。表門「南木門」は奈良の東大寺塔頭中性院表門を移したものである。五風荘は当初、岸和田所縁の武士楠木正成の姓に因んで「南木荘」と呼ばれていたが（→和田高家、岸和田治氏）、寺田利吉の諡号が「五風院」であったことから現在の名称に改められた。
所有者は昭和61年（1986年）に岸和田市土地開発公社、平成4年（1992年）9月に岸和田市へと移り、管理運営は平成20年（2008年）度まで岸和田市の外郭団体である岸和田市観光振興協会が担ってきた。平成21年（2009年）度からは指定管理者制度を導入し、2018年度までは「がんこフードサービス株式会社」、2019年度からは「株式会社岸和田グランドホール」が指定管理者となり、和食レストランとして活用されている。邸内の歴史的建造物は平成10年（1998年）に国の登録有形文化財に登録されていたが、指定管理者制度導入を機に、平成20年（2008年）、あらためて岸和田市指定有形文化財に指定された（これに伴い国の登録は抹消）。

## 文化財

### 岸和田市指定有形文化財
建造物については、平成10年に国の登録有形文化財に登録、平成20年12月5日に市の有形文化財に指定（同日付けで国の登録は抹消）。
- 主屋
- 蔵
- 茶室「山亭」 - 木津聿斎（木津宗泉、木津宗詮）作
- 茶室「利庵 残月席」 - 木津聿斎（木津宗泉、木津宗詮）作
- 茶室「利庵 八窓席」 - 木津聿斎（木津宗泉、木津宗詮）作
- 表門
- 車庫
- 正門
- 庭内門
- 船津橋門
- 為善門
- 庭内待合
- 鎮守社

### 岸和田市指定名勝
- 庭園 - 本位政五郎作

- 船津橋門
- 鎮守社
- 利庵 残月席
- 利庵 八窓席
- 表門（旧東大寺中性院門）

### その他
- 十三石の塔 - 1264年に造られた。織田信長縁。

## 交通アクセス
- 南海本線 蛸地蔵駅より徒歩3 - 5分
- 南海本線 岸和田駅より徒歩約10分
- 阪神高速4号湾岸線 岸和田南出入口より車で約10分
  - 五風荘の西に隣接する「家老久野家屋敷」の跡地を利用したコインパーキングの「タイムズ五風荘」を備えており、食事利用の場合は無料駐車券が配布される。

## 周辺
- 岸和田城
- 岸和田市役所
- 大阪府立岸和田高等学校
- 岸和田市立自泉会館
- 岸和田だんじり会館